# Newdeal
NEWDEAL（ニューディール）は、日本のダンス・テクノミュージシャン、DJ、リミキサーである。以前はHitoshi Ohishi（ヒトシ・オオイシ）名義で音楽活動をしていた。

## 来歴
- 2000年にUKのテクノレーベルからデビューしその後3枚のオリジナルアルバムを発表する。オリジナル作品以外にもWIREコンピレーションアルバムやWALKMAN25周年を記念したトリビュートアルバム、TVアニメ『交響詩篇エウレカセブン』へ楽曲を提供など多岐にわたる。またリミキサーとしても活動していてSBK(スケボーキング)、Layo&Bushwacka、ORANGE RANGE、浜崎あゆみなどのアーティストへのリミックスを提供している。
- 2005年にエレクトロニカバンドthe samosに参加する。
- 2006年、これまでの名義や製作活動をNEWDEALに変えアルバム『fudge』をリリース。
- 2008年、NEWDEAL名義としては2枚目のアルバム『GRIMY』をリリースする。今作品は難波章浩(HI-STANDARD, ULTRA BRAIN)、SHIGEO(SBK, THE SAMOS)、環ROY、ブライアン・バートンルイスなどと豪華ゲスト陣を迎えたアルバムとなっている。
- 2009年、前作『GRIMY』で競演したラッパーの環ROYとのコラボレーションアルバム『the klash』を環ROY×NEWDEAL名義でリリースする。
- 2010年、テクノの祭典『WIRE 10』に初参加する。（2007年の『WIRE 07』でToby＋NEWDEAL名義で参加している）

## ディスコグラフィー

### Hitoshi Ohishi名義
- METORONOMERAMPAGE (2002年11月29日)
- BLEAT BLIP EVERY TRIP (2003年2月15日)
- parallel (2005年4月15日) ※CD+DVD

### NEWDEAL名義
- PAUSE (2003年1月15日
- FUDGE (2006年1月11日)
- GRIMY (2008年11月5日)
難波彰浩(Hi-STANDARD×ULTRA BRAIN)、SHIGEO(SBK、THE SAMOS)、環ROY、Brieuc Stalker、Bryan Burton-Lewis、Speak-Air、JOHN DOE、ラストソングスが参加。
- the klash (2009年9月2日)
環ROY × NEWDEAL名義

## 参加作品
- 環ROY BREAK BOY (2010年3月17日)
9曲目「BGM」トラック提供
- ロマンポルシェ。「盗んだバイクで天城越え」(2010年4月21日)
1曲目「ハイスクールララバイ（featuring バニラビーンズ）」トラック提供
- WIRE 08 COMPILATION (2008年8月20日)
7曲目「Funny Top」Toby + Newdeal
- 交響詩篇エウレカセブン ORIGINAL SOUNDTRACK 1 (2005年11月2日)
Disk2 15曲目「trance ruined」
- 交響詩篇エウレカセブン ORIGINAL SOUNDTRACK 2 (2006年4月5日)
Disk2 2曲目「draft any funk」※新曲、未発表曲
- 交響詩篇エウレカセブン -ポケットが虹でいっぱい- MUSIC COLLECTION (2009年6月24日)
Disk2 5曲目「trance ruined」 / Disk3 8曲目「draft any funk」
- GRADIUS House ReMix (2009年2月27日)
3曲目「第1ステージ【火山面】(Newdeal Remix)」
- WIRE 10 COMPILATION (2010年8月18日)
Disk2 10曲目「Backbeat reprise」※新曲

## リミックスワークス
- acid android
rtn2010 -newdeal remix
- GARI
SUPERSTAR "NEWDEAL REMIX"
- SBK
Divorce "HITOSHI OHISHI REMIX"
- 浜崎あゆみ
everywhere nowhere "NEWDEAL REMIX"
Close to you "NEWDEAL REMIX"
- ORANGE RANGE
ラヴ・パレード (NEWDEAL REMIX)
- Layo & Bushwacka!
RIDE THE TRAIN (NEWDEAL REMIX) (ボーナス トラック)
- MUTRON
Insect 2010 (NEWDEAL Gummix)
- LONELY↑D
ハルアシンメトリー（NEWDEAL's pied piano mix）